# Vlastimil Tusar

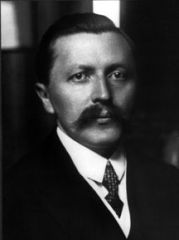
Vlastimil Tusar

Vlastimil Tusar (* 28. November 1880 in Prag; † 22. März 1924 in Berlin) war ein tschechischer sozialdemokratischer Politiker und zweiter Ministerpräsident der Tschechoslowakei.

## Leben
Ab 1903 arbeitete Tusar als Redakteur der sozialdemokratischen Wochenzeitschrift Rovnosti in Brünn, deren Chefredakteur er 1908 wurde und die er in eine Tageszeitung umwandelte. Bei den Wahlen zum österreichischen Reichsrat 1911 wurde er zum Abgeordneten der Tschechischen Sozialdemokratischen Partei gewählt, wo er bis zum Ende der Monarchie blieb. In den ersten Kriegsjahren gehörte er zu den Vertretern eines proösterreichischen Aktivismus. Im Dezember 1914 nahm er an einem Treffen mährischer Politiker mit Tomáš Garrigue Masaryk teil, bevor jener ins Exil ging. Masaryks Bemühungen, für seine Forderung nach einem unabhängigen Staat der Tschechen und Slowaken auch Rückhalt aus der Sozialdemokratie zu haben, fruchteten. Tusar wurde im Verlauf des Krieges zu einem Verfechter der Autonomie und Unterstützer Masaryks, ab 1918 war er Mitglied des Tschechoslowakischen Nationalausschusses. Als Kenner der Wiener Politik informierte er Alois Rašín am 27. Oktober 1918, dass jetzt der beste Zeitpunkt zur Erklärung der Unabhängigkeit sei. Nach der Gründung der Tschechoslowakei wurde Tusar Abgeordneter des Parlaments, verblieb aber in Wien als Verhandler mit der ebenfalls neu gegründeten Republik Österreich, wo er vor allem über Grenzfragen verhandelte.
Am 8. Juli 1919 wurde Tusar als Nachfolger von Karel Kramář Ministerpräsident einer Koalitionsregierung der Sozialdemokraten mit der Agrarpartei. Die Regierung trat aufgrund des Inkrafttretens der Verfassung von 1920 zurück und Tusar konnte nach dem Wahlsieg bei den Parlamentswahlen 1920 erneut eine Regierung bilden. In der Folge kam es zu innerparteilichen Turbulenzen aufgrund des Erstarkens des marxistischen Flügels, den Tusar zurückzudrängen suchte. Am 15. September 1920 trat die Regierung zurück. Am 14. Mai 1921 spaltete sich die Kommunistische Partei von der Sozialdemokratischen Partei ab. Tusar war schlechter gesundheitlicher Verfassung, er gab 1921 sein Mandat zurück und wurde Botschafter in Berlin, wo er 1924 verstarb.

### Privatleben
Vlastimil Tusar heiratete im Jahr 1906 Štěpánka Tusarová (geb. Pelíšková), mit der er zwei Töchter hatte, und ließ sich von ihr 1912 wieder scheiden. Von 1917 bis zu seinem Tod 1924 war er mit Hedvika Tusarová (geb. Welzel, spätere Ehefrau von Emil Taxis von Bordogna) verheiratet.